# Озерна
Озерна́ — река в Московской области России, левый приток Рузы.
Протекает по территории Рузского городского округа. Вытекает из озера Тростенского на высоте 196 м над уровнем моря и впадает в Рузу около деревни Ракитино на высоте 167 м. Длина реки — 59 км (по другим данным — 63 км), площадь водосборного бассейна — 745 км², средний уклон — 0,47 м/км. В верховьях, до устья Гряды, долина заболочена, ниже река образует много излучин. Берега Озерны преимущественно высокие и лесистые. Сток реки регулируют озеро Тростенское и болота.

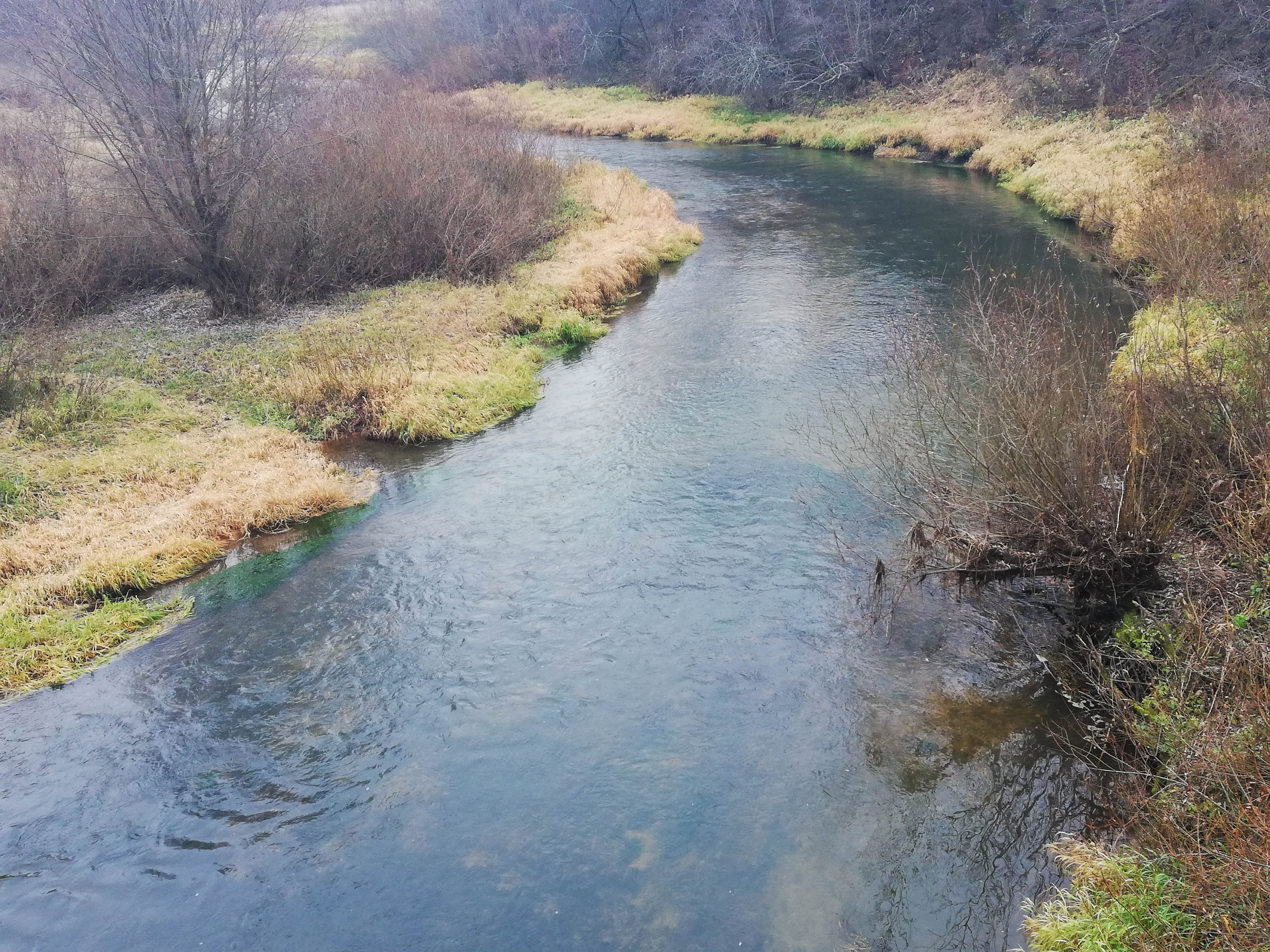

В 1966 году у деревни Васильевское сооружена плотина, образовавшая Озернинское водохранилище.
В древности по Озерне проходил торговый путь: новгородские купцы из реки Ламы (бассейн Волги) перетаскивали лодки в Тростенское озеро, откуда через Озерну плыли на Оку. В начале этого волока возник город Волоколамск.
Во времена Екатерины II на живописных берегах Озерны начинают строиться роскошные дворянские усадьбы, такие, как Никольское-Гагарино и Волынщина-Полуектово.
По данным Государственного водного реестра России относится к Окскому бассейновому округу. Речной бассейн — Ока, речной подбассейн — бассейны притоков Оки до впадения реки Мокши, водохозяйственный участок — Озерна от истока до Озернинского гидроузла.

## Притоки
(расстояние от устья)
- 5,2 км: река Хлынья (пр)
- 14 км: река Малиновка (лв)
- 18 км: река Вейна (пр)
- 28 км: река Переволочня (лв)
- 46 км: река Хабня (пр)
- 48 км: река Гряда (пр)
- 50 км: река Рассоха (пр)